# 马蹄荷
马蹄荷（学名：Exbucklandia populnea）为金缕梅科马蹄荷属下的一个种。